# Peperomia deppeana
Peperomia deppeana är en pepparväxtart som beskrevs av Schlecht. & Cham.. Peperomia deppeana ingår i släktet peperomior, och familjen pepparväxter. Inga underarter finns listade i Catalogue of Life.